# Maeil Broadcasting Network
Maeil Broadcasting Network, o MBN (en hangul, 주식회사 매일방송) es un canal nacional de televisión de pago surcoreano operado por Maeil Business Newspaper.

## Historia
La empresa fue fundada como canal de noticias el 23 de septiembre de 1993 como Maeil Business TV; en marzo de 2011 cambió su nombre a Maeil Broadcasting Network. Desde el 1 de diciembre del mismo año dejó de transmitir solo noticias y se convirtió en un canal de cable generalista, junto con Channel A, TV Chosun y JTBC.
Tras un primer período de bajos índices de audiencia por desconocimiento de los nuevos canales, en junio de 2014 MBN fue el primer generalista que superó el índice mensual promedio del 2 %.
En 2018 se presentaba como un canal que produce y transmite programas de todos los géneros, incluidos noticias, cultura, drama y entretenimiento. El canal llega a aproximadamente 33 millones de espectadores en todo el país a través de cable, satélite e IPTV.

### Juicios por fraude contable
El 30 de octubre de 2020 el regulador de telecomunicaciones de Corea del Sur (KCC) ordenó una suspensión de seis meses de los servicios del canal por fraude contable, en un castigo severo sin precedentes contra una emisora en el país. El motivo es que MBN manipuló su balance en 2011 para ocultar una parte del capital recaudado bajo nombres prestados de sus empleados. En aquel momento necesitaba recaudar 300 000 millones de wones para adquirir la licencia de transmisión. Además, según el KCC presentó documentos falsificados para la reaprobación de su licencia en 2014 y 2017. La suspensión sería válida tras seis meses, a partir de mayo de 2021, pero el canal presentó recurso de suspensión que fue acogido por un tribunal administrativo de Seúl hasta que se emitiera el primer fallo en el juicio interpuesto mientras tanto por MBN.
El día 3 de noviembre de 2022, la Segunda División Administrativa del Tribunal Administrativo de Seúl dictaminó que el demandante (MBN) perdió la demanda presentada contra la Comisión de Comunicaciones de Corea, señalando que «a diferencia de las empresas privadas comunes, ha dañado la confianza al cometer malas conductas mientras realizaba un negocio que es público y requiere una gran responsabilidad». MBN apeló acto seguido y obtuvo de otra división administrativa del tribunal de Seúl una nueva suspensión del efecto de la orden hasta el fallo del segundo juicio, por lo que pudo seguir operando.
En mayo de 2023 la Comisión de Servicios Financieros del Banco de Corea impuso una multa total de 1294 millones de wones a MBN y Maeil Business Newspaper por falsificar sus estados financieros.

### Cronología
Relación de los hitos más destacados en la historia del canal:
- 1993, 23 de septiembre: se funda la empresa con el nombre de Maeil Business TV.
- 1994, enero: comienza la construcción de las instalaciones de transmisión.
- 1994, 20 de octubre: ceremonia por la finalización de las instalaciones de transmisión.
- 1995, 1 de marzo: comienza a transmitir durante quince horas diarias.
- 1996, 1 de enero: comienza la transmisión de veinticuatro horas diarias.
- 1998, octubre: Maeil Business TV transmite a través de Internet.

- 2000, noviembre: primera transmisión digital.
- 2001, mayo: acuerdo con el canal de televisión japonés TV Tokyo para una asociación estratégica.
- 2001, septiembre: acuerdo con el proveedor Korea Digital Satellite Broadcasting (ahora KT SkyLife) para la transmisión digital por satélite en Corea.
- 2003, agosto: establecimiento de un sistema de noticias en vivo de veinticuatro horas diarias.
- 2005, julio: comienza la transmisión de televisión por satélite.
- 2005, diciembre: inicio de la transmisión de radio DMB terrestre.
- 2006, octubre: se superan los quince millones de hogares.
- 2008, julio: nuevo sistema de producción de noticias digitales de última generación (apertura de un nuevo estudio de noticias).
- 2009, marzo: transmisión HDTVen el sur de California (SKDTV).
- 2009, octubre: comienza la transmisión en HDTV (SkyLife el 5 de octubre y cable digital el 12 de octubre).

- 2011, marzo: el canal cambia de nombre a Maeil Broadcasting Network Ltd.
- 2011, diciembre: comienza la transmisión del canal de programación integral MBN.
- 2016, abril: lanzamiento de MBN Plus.
- 2017, septiembre: contrato de suministro de contenidos KT Skylife.
- 2017, diciembre: establecimiento de MBN Media Tech.
- 2018, marzo: contrato de suministro de contenidos MBN a N Screen Service TVing (CJ E&M).
- 2018, junio: contrato de suministro de contenidos MBN al área de Chicago (Win Media).
- 2019, noviembre: se establece el intercambio de datos de KDX Corea.

## Programas

### Series de televisión
| Año     | Título                       | Período de transmisión | Período de transmisión | Notas                           | Ref.          |
| Año     | Título                       | Inicio                 | Final                  | Notas                           | Ref.          |
| ------- | ---------------------------- | ---------------------- | ---------------------- | ------------------------------- | ------------- |
| 2011-12 | What's Up                    | 3 de diciembre         | 5 de febrero           |                                 |               |
| 2011-12 | Bolder By the Day            | 3 de diciembre         | 1 de abril             |                                 |               |
| 2011-12 | Come, Come, Absolutely Come  | 5 de diciembre         | 2 de marzo             |                                 |               |
| 2011-12 | Vampire Idol                 | 5 de diciembre         | 30 de marzo            |                                 |               |
| 2012    | Knock                        | 10 de agosto           | 10 de agosto           | Un episodio                     |               |
| 2014-15 | Tears of Heaven              | 11 de agosto           | 3 de febrero           |                                 | [ 9 ]         |
| 2015    | It's Okay Because I Am A Mom | 28 de septiembre       | 29 de septiembre       |                                 |               |
| 2015-16 | Enamoramiento de alta gama   | 14 de noviembre        | 17 de enero            |                                 | [ 10 ]        |
| 2018    | Yeonnam-dong 539             | 10 de enero            | 28 de marzo            |                                 |               |
| 2018    | Rich Man                     | 9 de mayo              | 28 de junio            |                                 |               |
| 2018    | Witch's Love                 | 25 de julio            | 30 de agosto           |                                 |               |
| 2018    | Devilish Charm               | 5 de septiembre        | 25 de octubre          |                                 | [ 11 ] [ 12 ] |
| 2018    | Love Alert                   | 31 de octubre          | 20 de diciembre        |                                 | [ 13 ]        |
| 2019    | Best Chicken                 | 2 de enero             | 7 de febrero           |                                 |               |
| 2019    | Loss Time Life               | 13 de febrero          | 14 de febrero          | Dos episodios                   |               |
| 2019    | Level Up                     | 10 de julio            | 16 de agosto           |                                 | [ 14 ] [ 15 ] |
| 2019    | Graceful Family              | 21 de agosto           | 17 de octubre          |                                 | [ 16 ]        |
| 2020    | Mi peligrosa esposa          | 5 de octubre           | 24 de noviembre        | Transmisión simultánea en Wavve | [ 17 ] [ 18 ] |
| 2021    | Bossam: Steal the Fate       | 1 de mayo              | 4 de julio             | Transmisión simultánea en Wavve | [ 19 ]        |
| 2022    | The Driver                   | 2 de febrero           | 2 de febrero           | Un episodio                     |               |
| 2022    | Desire                       | 23 de febrero          | 6 de abril             |                                 |               |
| 2023    | Perfect Marriage Revenge     | 28 de octubre          | 3 de diciembre         |                                 | [ 20 ]        |
| 2024    | Missing Crown Prince         | 13 de abril            | 16 de junio            |                                 | [ 21 ] [ 22 ] |
| 2024    | Borrador de malos recuerdos  | 2 de agosto            | 21 de septiembre       |                                 | [ 23 ]        |